# Llista d'huracans de l'Atlàntic de categoria 5

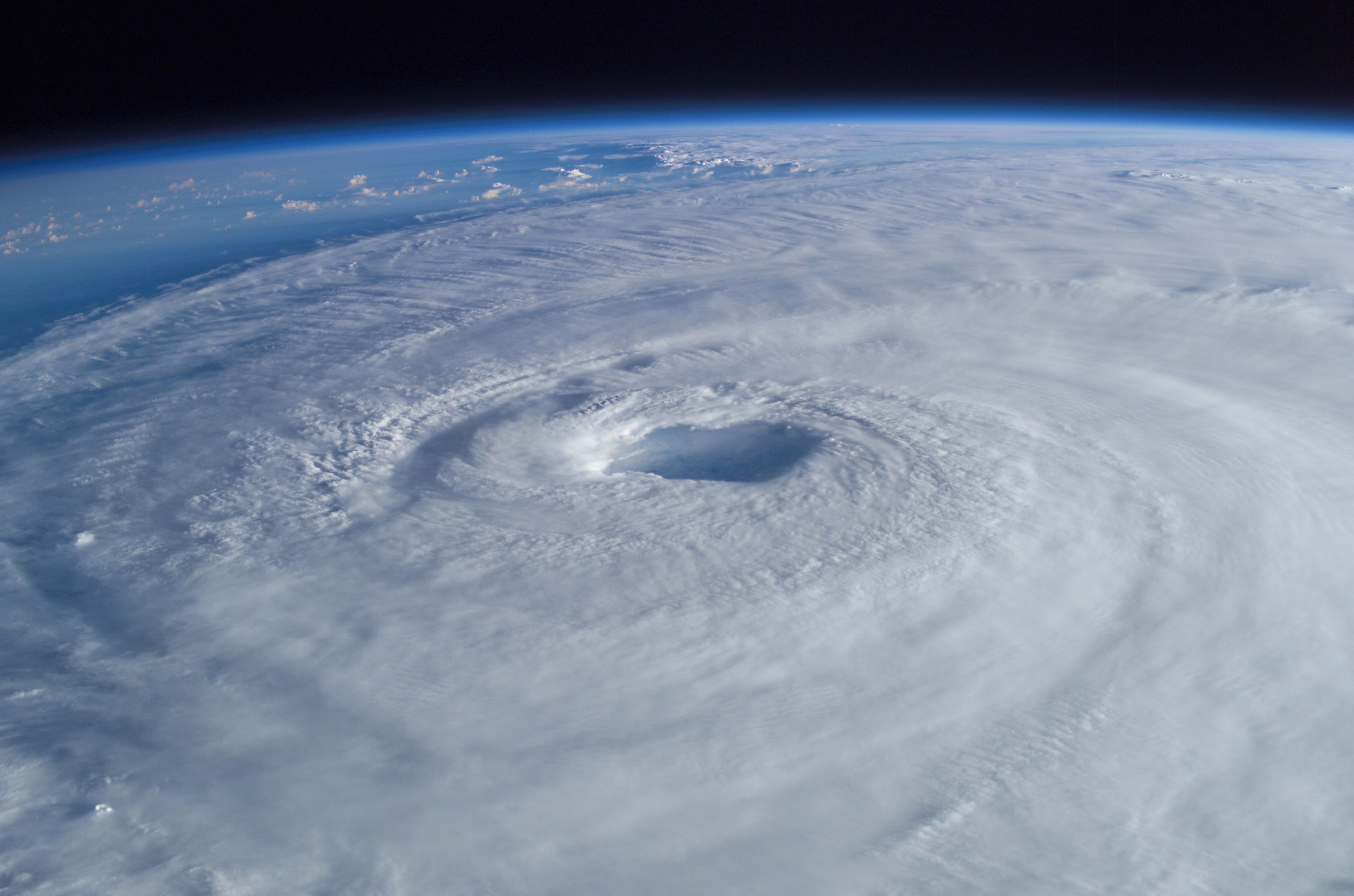
L'Huracà Isabel vista des de l'espai.

Aquesta és una llista de tots els huracans atlàntics de categoria 5 enregistrats, la posició més alta de la classificació de l'escala d'intensitats dels cicló tropical anomenada escala d'huracans de Saffir-Simpson. Les tempestes de Categoria 5 són els huracans més catastròfics que es poden formar, i es generen només aproximadament una vegada cada tres anys de mitjana a l'Atlàntic. Només es va registrar durant les temporades de 1960, 1961, 2005 i 2007, més d'un huracà de Categoria 5 en una mateixa temporada; només en la temporada de 2005 es generaren més de dos huracans de categoria 5, i només la temporada de 2007 que recalà més d'un huracà amb intensitat de categoria 5.

## Estadístiques

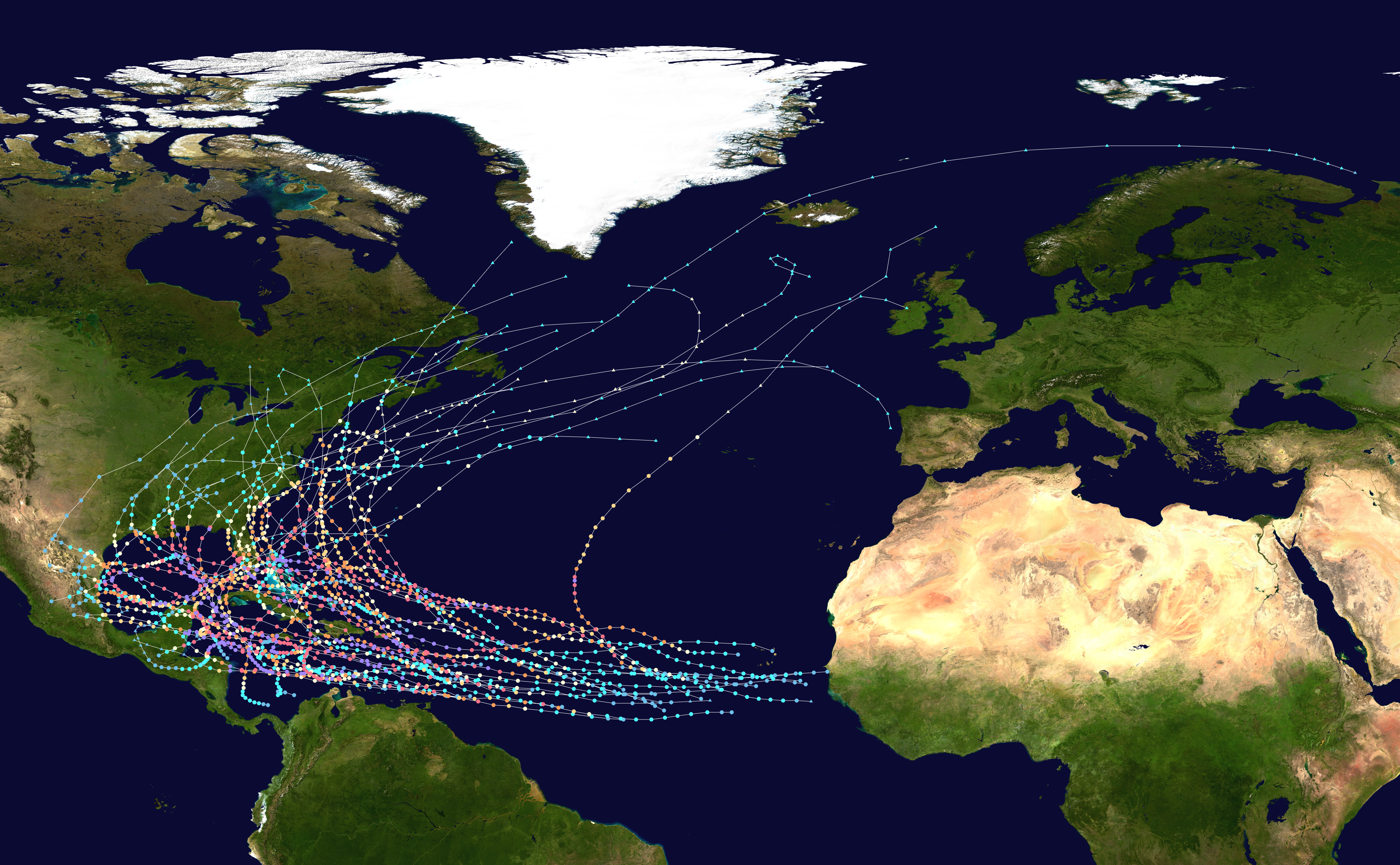
Trajectòria de tots els huracans atlàntics de Categoria 5 coneguts.

Un huracà de categoria 5 genera vents sostinguts superiors als 250,0 km/h. El vent sostingut és la velocitat mitjana del vent registrada durant un minut mesurada a 10 metres metres d'altura, que és l'alçada estàndard de mesura per evitar la interferència d'obstacles o obstruccions. Les ràfegues breus en huracans són normalment fins a un 50 per cent més altes que el vents sostinguts. Com que un huracà és (normalment) un sistema en moviment, el camp de vent és asimètric, amb vents més forts a la banda dreta (a l'hemisferi Del Nord), que depenen de la direcció del vent. Els vents màxims anunciats pels centres d'advertències es donen a la banda dreta.
Entre 1924 i 2007, s'han enregistrat 32 huracans de força 5. No es va observar cap huracà de categoria 5 oficialment abans de 1924. Es pot suposar que els ciclons anteriors a aquesta data arribaven a força 5 però ho feien en aigües obertes, així que els vents màxims no es podien mesurar. L'anemòmetre, un mecanisme utilitzat per mesurar la velocitat del vent, es va inventar el 1846. Tanmateix, quan grans huracans colpejaven els instruments i se'l enduien sovint per la força del vent, sense poder registrar la intensitat màxima de l'huracà. Per exemple, mentre el gran huracà de Beaufort de 1879 colpejava Carolina del nord, la cassoleta dels anemòmetres era arrencada el fet quan indicava 222 km/h.
Una reanàlisi en curs de dades de temps és en curs per investigadors que poden millorar o baixar de categoria uns altres huracans atlàntics actualment llistats a Categories 4 i 5. Per exemple, se sospita que el Santa Ana Hurricane de 1825 ha arribat a força de category-5. a Més, propòsits d'investigació de paleotempestological per identificar per davant d'huracans essencials comparant evidència sedimentària de vagues d'huracà recents i passades. Per exemple, un "huracà gegant" significativament més fort que l'Huracà Hattie (categoria 5) s'ha identificat en sediment de Belizenc, havent pegat la regió en algun moment abans de 1500.
Oficialment, la dècada on s'han concentrat la majoria dels huracans de Categoria 5 ha estat la del 2000-present, amb 8 huracans categoria 5 que han estat fins al moment: l'huracà Isabel (2003), Ivan (2004), Emily (2005), Katrina (2005), Rita (2005), Wilma (2005), Dean (2007), Felix (2007).
La segona dècada més activa en nombre d'huracans de Categoria 5 va ser la de 1960, quan es produïren sis huracans entre 1960 i 1969 (Ethel, Donna, Carla, Hattie, Beulah, i Camille).

## Llistes d'huracans Atlàntics de Categoria 5

### Llistat per ordre cronològic

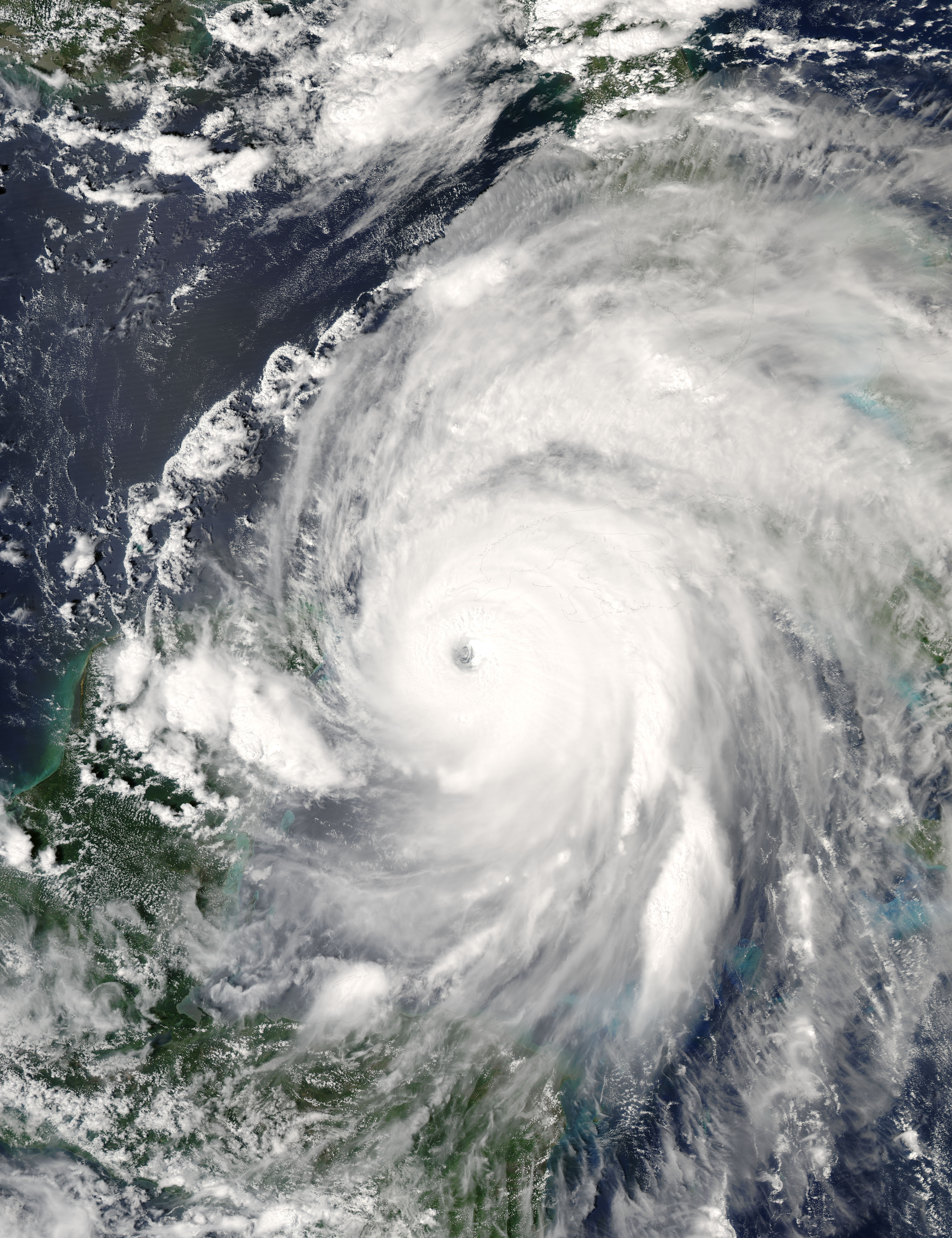
Huracà Ivan com a Categoria 5

Això és una llista de tots els huracans de categoria 5 en l'ordre en el que es formaren.
Abans de l'adveniment de la cobertura satèl·lit geoestacional fiable de 1966, el nombre de ciclons tropicals de l'oceà Atlàntic eren subestimats. És per això que és probable que hi hagi hagut altres huracans de categoria 5 que no han estat llistats, però com no es comunicaven, per això no eren reconeguts.
Les velocitats del vent s'arrodoneixen en la cinquena unitat. Gran part de les mesures antigues són poc fiables perquè els equips de mesura sovint eren destruïdes o danyades en les condicions extremes que es presenten en huracà de categoria 5.
| Nom               | Temporada      | Vents sostinguts màxims de mitjana durant 1 minut | Vents sostinguts màxims de mitjana durant 1 minut | Vents sostinguts màxims de mitjana durant 1 minut |
| Nom               | Temporada      | Nusos                                             | Quilòmetres per hora                              | Milles por hores                                  |
| Dècada de 1920    | Dècada de 1920 | Dècada de 1920                                    | Dècada de 1920                                    | Dècada de 1920                                    |
| ----------------- | -------------- | ------------------------------------------------- | ------------------------------------------------- | ------------------------------------------------- |
| "Cuba"            | 1924           | 145                                               | 270                                               | 165                                               |
| "Okeechobee"      | 1928           | 140                                               | 260                                               | 160                                               |
| Dècada de 1930    |                |                                                   |                                                   |                                                   |
| "Bahames"         | 1932           | 140                                               | 260                                               | 160                                               |
| "Dia del treball" | 1935           | 160                                               | 295                                               | 185                                               |
| "Nova Anglaterra" | 1938           | 140                                               | 260                                               | 160                                               |
| Dècada de 1940    |                |                                                   |                                                   |                                                   |
| "Fort Lauderdale" | 1947           | 140                                               | 260                                               | 160                                               |
| Dècada de 1950    |                |                                                   |                                                   |                                                   |
| Dog               | 1950           | 160                                               | 295                                               | 185                                               |
| Easy              | 1951           | 140                                               | 260                                               | 160                                               |
| Janet             | 1955           | 150                                               | 280                                               | 175                                               |
| Cleo              | 1958           | 140                                               | 260                                               | 160                                               |
| Dècada de 1960    |                |                                                   |                                                   |                                                   |
| Donna             | 1960           | 140                                               | 260                                               | 160                                               |
| Ethel             | 1960           | 140                                               | 260                                               | 160                                               |
| Carla             | 1961           | 150                                               | 280                                               | 175                                               |
| Hattie            | 1961           | 140                                               | 260                                               | 160                                               |
| Beulah            | 1967           | 140                                               | 260                                               | 160                                               |
| Camille           | 1969           | 165                                               | 305                                               | 190                                               |
| Dècada de 1970    |                |                                                   |                                                   |                                                   |
| Edith             | 1971           | 140                                               | 260                                               | 160                                               |
| Anita             | 1977           | 150                                               | 280                                               | 175                                               |
| David             | 1979           | 150                                               | 280                                               | 175                                               |
| Dècada de 1980    |                |                                                   |                                                   |                                                   |
| Allen             | 1980           | 165                                               | 305                                               | 190                                               |
| Gilbert           | 1988           | 160                                               | 295                                               | 185                                               |
| Hugo              | 1989           | 140                                               | 260                                               | 160                                               |
| Dècada de 1990    |                |                                                   |                                                   |                                                   |
| Andrew            | 1992           | 150                                               | 280                                               | 175                                               |
| Mitch             | 1998           | 155                                               | 285                                               | 180                                               |
| Dècada de 2000    |                |                                                   |                                                   |                                                   |
| Isabel            | 2003           | 145                                               | 270                                               | 165                                               |
| Ivan              | 2004           | 145                                               | 270                                               | 165                                               |
| Emily             | 2005           | 140                                               | 260                                               | 160                                               |
| Katrina           | 2005           | 150                                               | 280                                               | 175                                               |
| Rita              | 2005           | 155                                               | 285                                               | 180                                               |
| Wilma             | 2005           | 160                                               | 295                                               | 185                                               |
| Dean              | 2007           | 150                                               | 280                                               | 175                                               |
| Felix             | 2007           | 150                                               | 280                                               | 175                                               |

### Llistat per data de formació

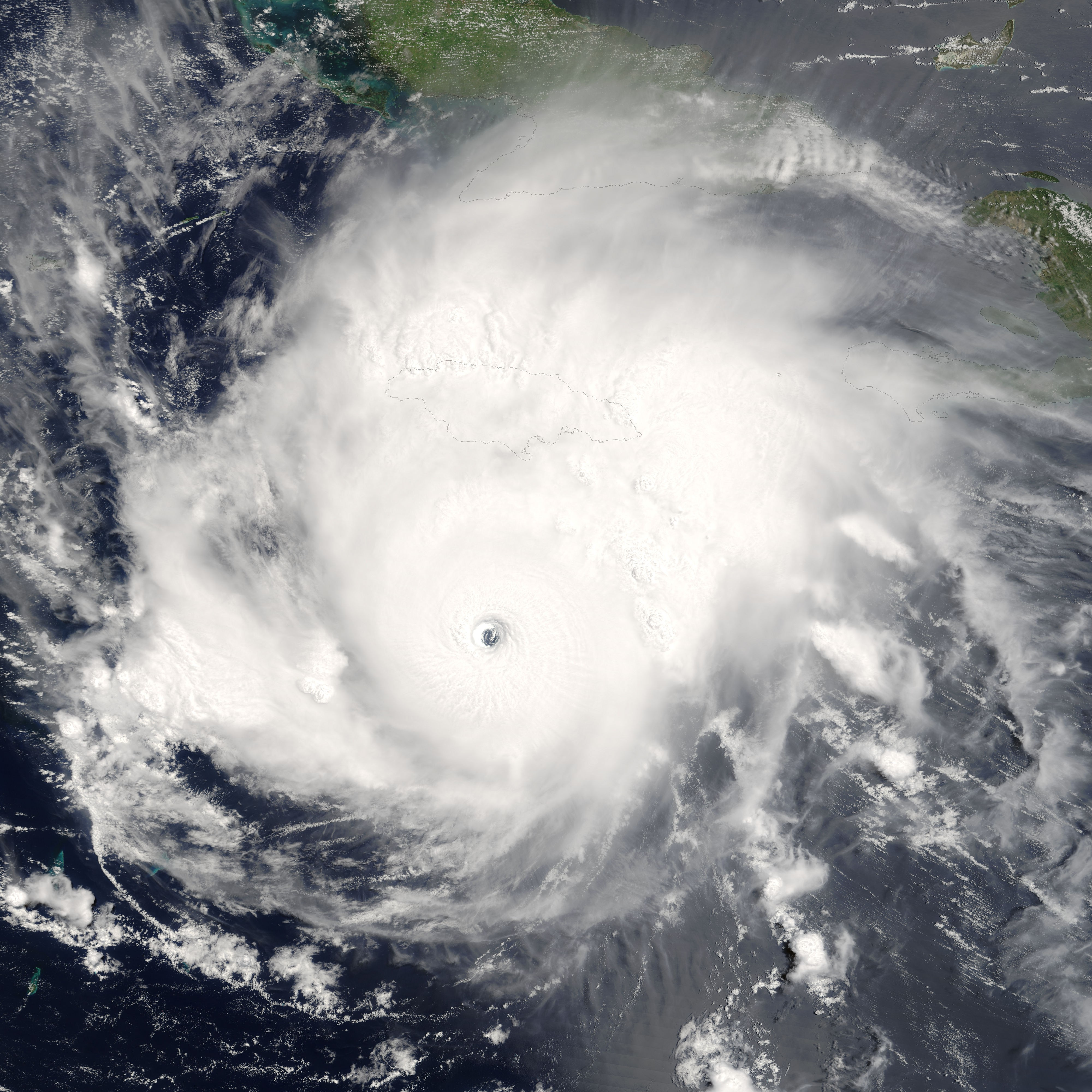
Huracà Emily, l'huracà més primerenc de categoria 5

| Nom               | Data assolia (UTC) | Data perduda (UTC) | Temps com a Categoria 5 |
| ----------------- | ------------------ | ------------------ | ----------------------- |
| Emily             | 17 de juliol       | 17 de juliol       | 6 hores                 |
| Allen             | 5 d'agost          | 6 d'agost          | 72 hores                |
| Allen             | 7 d'agost          | 8 d'agost          | 72 hores                |
| Allen             | 9 d'agost          | 9 d'agost          | 72 hores                |
| Cleo              | 16 d'agost         | 16 d'agost         | 6 hores                 |
| Camille           | 17 d'agost         | 18 d'agost         | 30 hores                |
| Deab              | 18 d'agost         | 18 d'agost         | 24 hores                |
| Deab              | 21 d'agost         | 21 d'agost         | 24 hores                |
| Andrew            | 23 d'agost         | 23 d'agost         | 16 hores                |
| Andrew            | 24 d'agost         | 24 d'agost         | 16 hores                |
| Katrina           | 28 d'agost         | 29 d'agost         | 18 hores                |
| David             | 30 d'agost         | 31 d'agost         | 42 hores                |
| Anita             | 2 de setembre      | 2 de setembre      | 12 hores                |
| "Dia del treball" | 3 de setembre      | 3 de setembre      | 6 hores                 |
| Felix             | 3 de setembre      | 3 de setembre      | 24 hores                |
| Felix             | 4 de setembre      | 4 de setembre      | 24 hores                |
| Donna             | 4 de setembre      | 4 de setembre      | 12 hores                |
| Dog               | 5 de setembre      | 7 de setembre      | 60 hores                |
| "Bahames"         | 5 de setembre      | 6 de setembre      | 24 hores                |
| Easy              | 7 de setembre      | 8 de setembre      | 18 hores                |
| Ivan              | 9 de setembre      | 9 de setembre      | 60 hores                |
| Ivan              | 11 de setembre     | 11 de setembre     | 60 hores                |
| Ivan              | 13 de setembre     | 14 de setembre     | 60 hores                |
| Edith             | 9 de setembre      | 9 de setembre      | 6 hores                 |
| Carla             | 11 de setembre     | 11 de setembre     | 18 hores                |
| Isabel            | 11 de setembre     | 12 de setembre     | 42 hores                |
| Isabel            | 13 de setembre     | 13 de setembre     | 42 hores                |
| Isabel            | 14 de setembre     | 14 de setembre     | 42 hores                |
| "Okeechobee"      | 13 de setembre     | 14 de setembre     | 12 hores                |
| Gilbert           | 13 de setembre     | 14 de setembre     | 24 hores                |
| Ethel             | 15 de setembre     | 15 de setembre     | 6 hores                 |
| Hugo              | 15 de setembre     | 15 de setembre     | 6 hores                 |
| "Fort Lauderdale" | 16 de setembre     | 17 de setembre     | 30 hores                |
| "Nova Anglaterra" | 19 de setembre     | 20 de setembre     | 18 hores                |
| Beulah            | 20 de setembre     | 20 de setembre     | 18 hores                |
| Rita              | 21 de setembre     | 22 de setembre     | 24 hores                |
| Janet             | 27 de setembre     | 28 de setembre     | 18 hores                |
| Wilma             | 19 d'octubre       | 19 d'octubre       | 18 hores                |
| "Cuba"            | 19 d'octubre       | 19 d'octubre       | 12 hores                |
| Mitch             | 26 d'octubre       | 28 d'octubre       | 42 hores                |
| Hattie            | 30 d'octubre       | 31 d'octubre       | 18 hores                |

### Llistat per pressió mínima
| Nom               | Pressió mínima Pressure | Pressió mínima Pressure |
| Nom               | hPa                     | inHg                    |
| ----------------- | ----------------------- | ----------------------- |
| Wilma             | 882                     | 26,0                    |
| Gilbert           | 888                     | 26,2                    |
| "Dia del treball" | ≤892                    | ≤26,3                   |
| Rita              | 895                     | 26,5                    |
| Allen             | 899                     | 26,6                    |
| Katrina           | 902                     | 26,6                    |
| Camille           | ≤905                    | ≤26,7                   |
| Mitch             | 905                     | 26,7                    |
| Dean              | 905                     | 26,7                    |
| "Cuba"            | 910                     | 26,9                    |
| Ivan              | 910                     | 26,9                    |
| Janet             | ≤914                    | ≤27,0                   |
| Isabel            | 915                     | 27,0                    |
| Hugo              | 918                     | 27,1                    |
| Hattie            | ≤920                    | ≤27,2                   |
| Andrew            | 922                     | 27,2                    |
| Beulah            | 923                     | 27,3                    |
| David             | 924                     | 27,3                    |
| Anita             | 926                     | 27,3                    |
| "Okeechobee"      | ≤929                    | ≤27,4                   |
| Emily             | 929                     | 27,4                    |
| Felix             | 929                     | 27,4                    |
| Carla             | 931                     | 27,5                    |
| "Bahamas"         | ≤931                    | ≤27,5                   |
| Donna             | ≤932                    | ≤27,5                   |
| "Nova Anglaterra" | ≤938                    | ≤27,7                   |
| "Fort Lauderdale" | ≤940                    | ≤27,7                   |
| Edith             | ≤943                    | ≤27,8                   |
| Cleo              | ≤948                    | ≤28,0                   |
| Easy              | ≤957                    | ≤28,27                  |
| Dog               | ≤979                    | ≤28,9                   |
| Ethel             | ≤981                    | ≤29,0                   |

La pressió mínima dels ciclons més recents van ser mesurats per aeronaus reconeixement utilitzant radiosondes de paracaigudes, o ve determinada per imatges de satèl·lit seguitn tècnica de dvorak. En els huracans més antics les mesures de pressió sovint són incompletes. Les úniques lectures provenien d'informes de vaixells, observacions de terra, o reconeixements de les aeronaus. Cap d'aquests mètodes no pot proporcionar càlculs de pressió constants. Així, a vegades l'única mesura que es disposava era de quan l'huracà no era de categoria 5. Consegüentment, la pressió mínima és a vegades molt irreal per a huracans de categoria 5.
Aquest llista no és totalment idèntica a la llista dels huracans més intensos. Alguns huracans de Categoria 5 moderns tenen lectures més altes que alguns huracans "més dèbils" de Categoria 4. L'huracà de l'Atlàntic més intens que no va assolir la intensitat de categoria 5 d'intensitat va ser l'huracà Opal amb una pressió de 916 mil·libars. Aquest valor és més baix que la pressió mínima d'alguns huracans de categoria 5 amb lectures de pressió fiables, com per exemple l'huracà Andrew. Per intensitats menors a la d'Opal, aquesta llista és idèntica a la llista dels huracans més intensos de l'Atlàntic. Per intensitats superiors, s'hi inclourien alguns huracans de categoria 4.

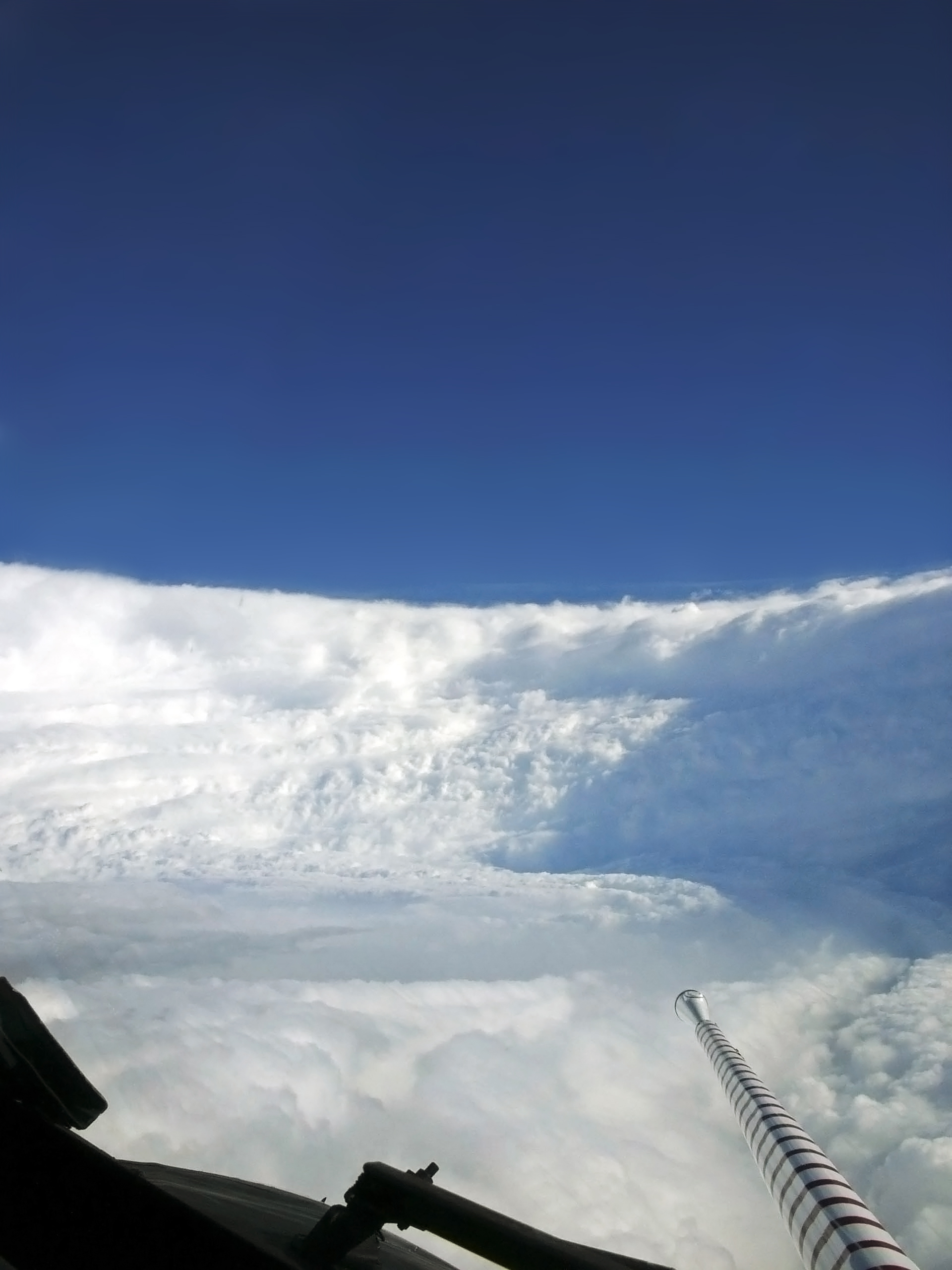
Ull de l'huracà Katrina en un vol de reconaixament dels caçadors d'huracans.

## Climatologia

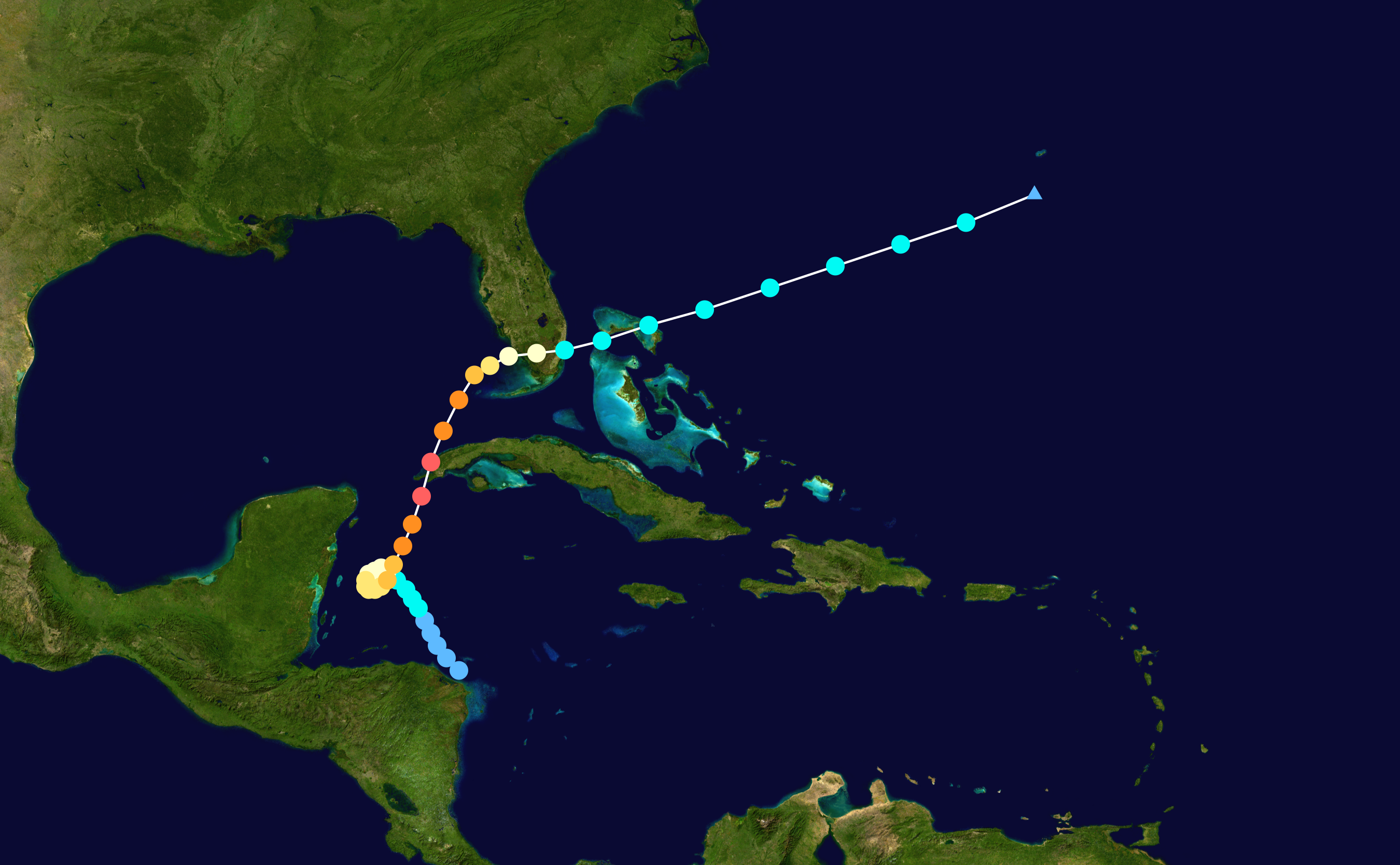
Un huracà de categoria 5 d'octubre que colpejava Cuba l'any 1924.

Un total de trenta-dos huracans de Categoria 5 s'han registrat a l'Atlàntic. Un durant el juliol, set a l'agost, vint al setembre i quatre a l'octubre. Oficialment, mai hi ha hagut cap de categoria 5 que hagi estat registrat el juny, novembre o fora de la temporada d'huracans.
Durant els mesos de juliol i agost els huracans de categoria 5 assoleixen la intensitat màxima tant en el Golf de Mèxic com en el Mar Carib. Aquestes són les àrees més favorable per al desenvolupament de cicló tropical en aquells mesos.
Durant el setembre es registren la majoria dels huracans de category 5. Això coincideix amb el pic climatològic de la temporada d'huracans de l'Atlàntic, que succeeix a principis de setembre. Els huracans de categoria 5 del setembre s'intensifiquen en les aigües del Golf de Mèxic, del Mar Carib o en aigües obertes de l'Atlàntic; aquesta zones són les zones més propicies per la formació de ciclons tropicals durant el setembre. Molts d'aquests huracans no són tempestes del tipus cap Verd que s'intensifiquen en gran zones de mar obert; o també anomenades "Bahama busters", que s'intensifiquen sobre el corrent de bucle temperat en el Golf de Mèxic.
Els quatre huracans de categoria 5 generats durant l'octubre van assolir la intensitat màxima a l'oest del Carib, una regió on els huracans atlàntics potents graviten a final de temporada. Això és a causa de la climatologia de la zona, que a vegades hi ha un anticicló a gran alçada que propicia la ràpida intensificació durant la temporada, així com les càlides aigües de l'oest del Carib. En un principi, només s'havien descobert 3 huracans de categoria 5 durant l'octubre, però anàlisis posteriors esbrinaren que l'Huracà de Cuba de 1924 també havia assolit aquesta intensitat durant aquest mes, sumant així quatre els quatre actuals.

## Recalades

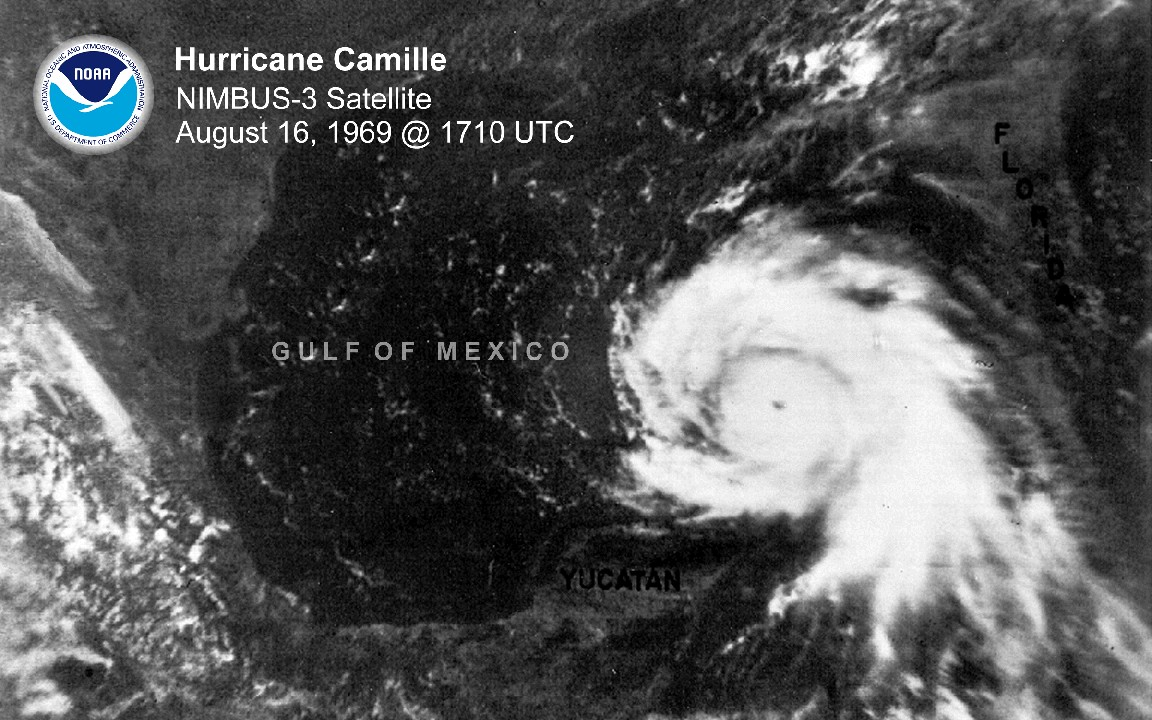
Huracà Camille fent recalada en Categoria 5.

Tots els huracans atlàntics de Categoria 5 excepte Dog, Easy i Cleo han fet recalada a terme en algun lloc amb un certa intensitat. La majoria dels huracans de Categoria 5 de l'atlàntic van fer recalada a causa de l'habitual proximitat de terra amb el Carib i el Golf de Mèxic, on els patrons meteorològics sinòptics freqüentment duent-los cap a terra, per oposició a la trajectòria mitja cap a l'oest oceànic dels huracans del Pacífic Oest. Thirteen of the storms made landfall while at Category 5 intensity.
Molts d'aquests sistemes van fer una recalada breu debilitant-se des d'una categoria 5. Aquesta debilitació es provocada per l'aire sec prop de terra, les aigües continentals poc profundes, la interacció amb la terra, o per les aigües més fredes prop de costa.
Els huracans es llisten per ordre cronològic indicant el lloc on recalaren i la intensitat en què ho feren. Aquells huracans que no van recalar cap cop durant la seva trajectòria, com Dog, Easy i Cleo, no són inclosos.
La temporada de 2007 és l'única en la història enregistrada on hi va haver més d'un cicló de Categoria 5 que feia recalada amb aquella intensitat.
| Nom               | Intensitat de recalada | Intensitat de recalada                      | Intensitat de recalada  | Intensitat de recalada                     | Intensitat de recalada  | Intensitat de recalada | Intensitat de recalada | Intensitat de recalada |
| Nom               | Categoria 5            | Categoria 4                                 | Categoria 3             | Categoria 2                                | Categoria 1             | Tesmpesta tropical     | Any                    |                        |
| ----------------- | ---------------------- | ------------------------------------------- | ----------------------- | ------------------------------------------ | ----------------------- | ---------------------- | ---------------------- | ---------------------- |
| "Cuba"            | Cuba                   |                                             |                         |                                            | Florida                 | Bahames                | 1924                   |                        |
| "Okeechobee"      | Puerto Rico            | Bahames i Florida                           |                         |                                            |                         |                        | 1928                   |                        |
| "Bahames"         | Bahames                |                                             |                         |                                            |                         |                        | 1932                   |                        |
| "Dia del treball" | Florida Keys           |                                             |                         | Nord-oest de Florida                       | Bahames                 |                        | 1935                   |                        |
| "Nova Anglaterra" |                        |                                             | Nova York i Connecticut |                                            |                         |                        | 1938                   |                        |
| "Fort Lauderdale" | Bahames                | Florida                                     | Louisiana               |                                            |                         |                        | 1947                   |                        |
| Janet             | Península del Yucatán  |                                             |                         | Mainland Mèxic                             |                         |                        | 1955                   |                        |
| Donna             |                        | Bahames i Florida                           |                         | Carolina del Nord, Nova York i Connecticut |                         |                        | 1960                   |                        |
| Ethel             |                        |                                             |                         |                                            |                         | Mississipi             | 1960                   |                        |
| Carla             |                        | Texas                                       |                         |                                            |                         |                        | 1961                   |                        |
| Hattie            |                        | Belize                                      |                         |                                            | Mèxic                   |                        | 1961                   |                        |
| Beulah            |                        |                                             | Texas                   | Península del Yucatán                      |                         |                        | 1967                   |                        |
| Camille           | Mississipi             |                                             |                         | Cuba                                       |                         |                        | 1969                   |                        |
| Edith             | Nicaragua              |                                             |                         |                                            | Louisiana               | Belize i Mèxic         | 1971                   |                        |
| Anita             |                        | Mèxic                                       |                         |                                            |                         |                        | 1977                   |                        |
| David             | República Dominicana   | Dominica                                    |                         | Florida                                    | Cuba, Bahames i Geòrgia |                        | 1979                   |                        |
| Allen             |                        |                                             | Texas                   |                                            |                         |                        | 1980                   |                        |
| Gilbert           | Mèxic                  | Jamaica                                     | Mèxic                   |                                            |                         |                        | 1988                   |                        |
| Hugo              |                        | Guadeloupe, Saint Croix, i Carolina del Sud | Puerto Rico             |                                            |                         |                        | 1989                   |                        |
| Andrew            | Eleuthera i Florida    | Illes Berry                                 | Louisiana               |                                            |                         |                        | 1992                   |                        |
| Mitch             |                        |                                             |                         |                                            | Hondures                | Mèxic i Florida        | 1998                   |                        |
| Isabel            |                        |                                             |                         | Carolina del Nord                          |                         |                        | 2003                   |                        |
| Ivan              |                        | Florida                                     | Grenada i Alabama       |                                            |                         |                        | 2004                   |                        |
| Emily             |                        | Mèxic (dos cops)                            | Mèxic                   |                                            |                         | Grenada                | 2005                   |                        |
| Katrina           |                        |                                             | Louisiana i Mississipi  |                                            | Florida                 |                        | 2005                   |                        |
| Rita              |                        |                                             | Louisiana               |                                            |                         |                        | 2005                   |                        |
| Wilma             |                        | Mèxic (dos cops)                            | Florida                 |                                            |                         |                        | 2005                   |                        |
| Dean              | Península del Yucatán  |                                             |                         | Veracruz                                   |                         |                        | 2007                   |                        |
| Felix             | Nicaragua              |                                             |                         |                                            |                         | Grenada                | 2007                   |                        |